# 시민위병 (핀란드)
시민위병(핀란드어: Suojeluskunta 수오옐루스쿤타[*], 스웨덴어: Skyddskår 스퀴드스코르[*], 영어: civil guard)는 1918년 핀란드 내전 당시 조직된 의용민병대로서 공산주의 적위대와 항쟁한 백군의 주요 전력이었다. 적대단체인 적위대와 비교해 백위대(White Guard)라고 부르기도 한다.
중앙 조직의 이름은 시민위병조직(핀란드어: Suojeluskuntajärjestö 수오옐루스쿤타얘르[*])라 했으며, 조직은 각 지자체에 소재한 지구당 단위들이 모여 구성되었다.
1905년 러시아 혁명이 일어나자 러시아 제국의 식민지였던 핀란드 대공국에도 정치적 불온과 사회적 혼란이 닥쳐왔다. 핀란드 주민들은 이에 대한 대응으로 민병대를 조직했으나, 이들은 곧 정치성향에 따라 좌우로 분열했다. 1917년 러시아 혁명의 결과 핀란드는 독립함과 동시에 내부 투쟁이 시작되었다. 1918년 1월 27일 핀란드 정부는 백군을 동원해 그때까지 핀란드에 남아 있던 러시아 주둔군들의 무장해제를 명령했다. 같은 날 공산주의 적군은 혁명을 선포했고 유혈낭자한 내전이 뒤따랐다(핀란드 내전). 칼 구스타프 에밀 만네르헤임 남작이 이끄는 백위대는 이 내전 과정에서 백군이 승리하는 데 크게 기여했다.
내전이 끝나자 핀란드 방위군과 경찰이 결성되었다. 백위대는 1934년까지 육군 내 민병대로서 취급되었고, 편성도 따로 이루어졌다. 그러나 1934년 모든 전투원이 정규군으로 통합되고 백위대는 의용병 훈련조직으로만 남게 되었다. 공식적으로는 정치적 중립을 표방했지만 사실상 반좌파였고, 특히 반공주의였음은 확실하다. 때문에 노동계와 좌익들은 이들을 꺼려했다. 1932년 극우 반공주의 라푸아 운동이 쿠데타를 일으켰을 때(맨챌래 반란) 일부 백위대가 반란군에 참여하기도 했다.
백위대 출신병들은 제2차 세계 대전 당시 소련 붉은 군대와의 싸움에서도 크게 활약했다. 2차대전 종전 이후 파리 조약에서 제시된 조건에 의해 백위대는 공식적으로 해체되었다.
핀란드 외에도 에스토니아, 라트비아, 리투아니아 등 제1차 세계 대전 종전 시점에 러시아 제국령이었던 지역에서는 이러한 민병대가 다수 만들어졌다.

## 같이 보기
- 로타 스배르드
- 적위대 (핀란드)